# Tú serás la historia de mi vida
«Tú serás la historia de mi vida (You'll be the story of my life)» es una canción de la cantautora colombiana Shakira, perteneciente su segundo álbum titulado Peligro.
La canción fue lanzada como sencillo en julio de 1993 en Colombia, y al igual que el álbum y los sencillos anteriores no tuvo éxito y fue raramente conocida.
La canción fue escrita por Desmond Child.
- Datos: Q9090882